# Alfonso de Valdés
Alfonso de Valdés (ur. ok. 1490 w Cuenca, zm. 3 października 1532 r. w Wiedniu) – renesansowy pisarz hiszpański.

## Życiorys
Alfonso de Valdés był bratem (według niektórych źródeł bliźniakiem) innego wybitnego humanisty hiszpańskiego, Juana. Niewiele wiadomo o jego dzieciństwie i młodości; dopiero od ok. 1520 r. zachowana korespondencja pozwala śledzić jego losy. Prawdopodobnie już w bardzo młodym wieku zaczął służbę na dworze cesarza Karola V, jako urzędnik królewskiej kancelarii. Jako dworzanin nieustannie podróżował w ślad za swoim władcą i brał udział w najważniejszych wydarzeniach politycznych tego okresu. W 1521 r. był obecny na Sejmie Rzeszy w Wormacji, co opisuje w liście do swego nauczyciela, Piotra de Anghiera. Około 1526 r. mianowano go sekretarzem cesarza, odpowiedzialnym za redagowanie oficjalnych pism po łacinie.
W 1530 r. po kilku latach spędzonych przez cesarza w Hiszpanii, Valdés wraz z dworem pojechał do Niemiec. W Augsburgu, gdzie Karol V usiłował doprowadzić do pojednania protestantów z Rzymem, jako sekretarz cesarski miał okazję do kontaktów z wybitnymi reformatorami, jak np. Filip Melanchton. W 1531 r. otrzymał od cesarza nominację na zarządcę archiwów królewskich w Neapolu. Alfonso obawiał się powrotu do Hiszpanii, gdzie jego poglądy mogły sprowadzić na niego prześladowania Inkwizycji, i podobnie jak jego brat Juan wolał pozostać w bezpieczniejszych dla niego Włoszech. Przed objęciem nowego stanowiska udał się jednak jesienią 1532 r. wraz z dworem cesarskim do Wiednia. Gdy w mieście wybuchła epidemia dżumy, znalazł się wśród jej ofiar.

## Poglądy i dzieła
Alfonso de Valdés jest najwybitniejszym przedstawicielem hiszpańskiego erazmizmu – nurtu humanizmu zainspirowanego myślą Erazma z Rotterdamu – który w latach dwudziestych i trzydziestych XVI wieku dominował wśród przedstawicieli hiszpańskich elit otaczających Karola V. Erazmiści byli zwolennikami reformy Kościoła; w wielu punktach ich poglądy pokrywały się z poglądami reformatorów protestanckich, większość z nich jednak, mimo krytycznej postawy wobec papiestwa i kleru, nie zdecydowała się na poparcie Lutra. Pomimo to wielu prześladowanych było przez Inkwizycję.
Valdés utrzymywał osobiste kontakty z Erazmem, o czym świadczy obfita korespondencja, i aktywnie propagował w swym otoczeniu poglądy mistrza. Był także przyjacielem Jana Dantyszka.
Wśród jego pism, tylko częściowo opublikowanych, wyróżniają się przede wszystkim dwa dialogi, wydane po raz pierwszy anonimowo ok. 1529 r. i przez długi czas przypisywane Juanowi:
- Diálogo de las cosas ocurridas en Roma (Dialog o wydarzeniach w Rzymie), zwany także Diálogo de Lactancio y un Arcediano – związany bezpośrednio ze splądrowaniem Rzymu przez wojska Karola V w 1527 r. (tzw. Sacco di Roma). Celem dialogu jest obrona cesarza przed odpowiedzialnością za wydarzenie, które wstrząsnęło chrześcijańską Europą. Młody Lactancio, zwolennik cesarza, dowodzi swemu rozmówcy, że winę za splądrowanie Wiecznego Miasta ponosi wyłącznie papież Klemens VII i jego ambicje polityczne, niezgodne z jego rolą jako głowy Kościoła. Zniszczenie stolicy papieskiej tłumaczy wolą Boga, by ukarać występny kler. Dialog ten ściągnął na Valdesa ostry atak ze strony Baltazara de Castiglione.

- Diálogo de Mercurio y Carón (Dialog Merkurego i Charona) – ponownie jest to pochwała i obrona polityki cesarskiej oraz krytyka jego przeciwników, przede wszystkim papieża i króla Francji. Obraz łodzi Charona pozwala ponadto na objęcie krytyką różnych warstw społecznych.

Hiszpańska znawczyni literatury XVI wieku, Rosa Navarro Durán, przypisuje mu ponadto autorstwo Żywota Łazika z Tormesu.